# Kolonia Jeziorzany
Kolonia Jeziorzany – nieoficjalny przysiółek wsi Jeziorzany w Polsce położony w województwie mazowieckim, w powiecie piaseczyńskim, w gminie Tarczyn.
W latach 1975–1998 miejscowość administracyjnie należała do województwa warszawskiego.